# ドッジボール (映画)
『ドッジボール』（原題: Dodgeball: A True Underdog Story）は、2004年製作のアメリカ映画である。ドッジボールを題材にした、ローソン・マーシャル・サーバー監督・脚本のコメディ映画。ヴィンス・ヴォーン、ベン・スティラー主演、20世紀フォックス製作。

## ストーリー
ピーター・ラ・フルールがオーナーを務める潰れかけの小さなスポーツジム「アベレージ・ジョーズ」は、大手スポーツジム「グロボ・ジム」のオーナーでライバルのホワイト・グッドマンに買収されそうになっていた。
30日以内に5万ドルを支払わないとジムを買収されてしまうことになり、ピーターたちはジムを建て直すため、ドッジボールの全米大会に参加し優勝賞金を手に入れることを考える。ジム仲間でスポーツ音痴のジャスティン、ゴードン、オーウェン、ドワイト、スティーブとともに昔のドッジボール解説フィルムに出ていたパッチーズ・オフーリハンに指導を受ける。そこにホワイトが雇っていたケート・ビーチが仲間に加わり、大会を勝ち抜いていく。しかし、グロボ・ジムも大会に参加することになり、ピーターたちは勝利に向けてさらなる特訓をはじめるが、チームの勝利に貢献していたパッチーズが事故で死亡したことで戦意喪失したピーターは、アベレージ・ジョーズをホワイトに売ってしまう。

## キャスト
| 役名                             | 俳優                     | 日本語吹替 |
| -------------------------------- | ------------------------ | ---------- |
| ピーター・ラ・フルール           | ヴィンス・ヴォーン       | 江原正士   |
| ホワイト・グッドマン             | ベン・スティラー         | 山寺宏一   |
| ケート・ビーチ                   | クリスティン・テイラー   | 根谷美智子 |
| パッチーズ・オフーリハン         | リップ・トーン           | 富田耕生   |
| ジャスティン                     | ジャスティン・ロング     | 伊藤健太郎 |
| ゴードン                         | スティーヴン・ルート     | 茶風林     |
| オーウェン                       | ジョエル・ムーア         | 風間秀郎   |
| ドワイト                         | クリス・ウィリアムズ     | チョー     |
| スティーブ                       | アラン・テュディック     | 高木渉     |
| フラン                           | ミッシー・パイル         | 青山桐子   |
| ミシェル                         | ジャマール・ダフ         | 赤城進     |
| アンバー                         | ジュリー・ゴンザロ       | 木下紗華   |
| コットン・マクナイト             | ゲイリー・コール         | 田原アルノ |
| ペッパー・ブルックス             | ジェイソン・ベイトマン   |            |
| 若い頃のパッチーズ・オフーリハン | ハンク・アザリア         | 田原アルノ |
| 審判                             | アル・カプロン           | 後藤哲夫   |
| ドイツチーム監督                 | デビッド・ハッセルホフ   |            |
| ドッジボール協会会長             | ウィリアム・シャトナー   | 村松康雄   |
| ランス・アームストロング         | ランス・アームストロング | 相沢正輝   |
| チャック・ノリス                 | チャック・ノリス         | 志村知幸   |

## 評価

### 批評家の反応
批評家からは好意的に評価されている。スラントマガジンでは「コメディ映画以下」と批判されたが、TVガイドはベン・スティラーを「止まる所を知らない」と賞賛した。ボストン・グローブでは、スティラーの風刺的な男らしさとヴィンス・ヴォーンとクリスティン・テイラーの相性の良さを賞賛された。ウォール・ストリート・ジャーナルの映画批評家ジョー・モーゲンスターンは、公開当時は取るに足りないと批評を拒否したが、DVDで本作を見た後意見を変え「私のミスだった。ローソン・マーシャル・サーバー監督デビュー作でベン・スティラー、ヴィンス・ヴォーン主演の本作は、不安定さとばかばかしさや重要でない小さなスキームなど徹底的な面白さがある」と評価した。映画評論家のロジャー・イーバートは、彼が執筆するシカゴ・サンタイムズの映画評で4つの星のうち3つを与え「20世紀フォックスが優れたギャグをトレイラーで漏らさなかったことで、観客に奇跡の贈り物をした」と評価した。Rotten Tomatoesでは160件のレビュー中70%が本作を支持し、平均点は6.3/10となり「締りのない快活さと言葉の伴わない面白さ」と評された。Metacriticでは34のレビュー中好意的なものが16で、平均点は100点満点中55点だった。

### 興行収入
公開初週に本国で$114,324,072、その他の国で$167,722,310を稼ぎ、合計が製作費を上回る3000万ドル以上となり幸先のよいスタートとなった。最終的に全世界で$167,722,310を稼ぎ興行的に大成功した。

## 続編
2013年4月22日、20世紀フォックスはクレイ・ターヴァー脚本による続編の企画が始まったことを発表した。

## その他
- DVD/BDには字幕がノーマル編（劇場版）とアブノーマル編の2バージョン収録されている。
  - アブノーマル編には、木村拓哉や引田天功などの人名が多数登場する。
- セル版DVDには音声解読が収録されているが、本編の約46分から『メリーに首ったけ』の音声解読に切り替わる。